# Martin Winter
Martin Winter (5 de noviembre de 1955-21 de febrero de 1988) fue un deportista de la RDA que compitió en remo.
Participó en los Juegos Olímpicos de Moscú 1980, obteniendo una medalla de oro en la prueba de cuatro scull. Ganó siete medallas en el Campeonato Mundial de Remo entre los años 1975 y 1983.

## Palmarés internacional
| Juegos Olímpicos   | Juegos Olímpicos          | Juegos Olímpicos  | Juegos Olímpicos |
| Año                | Lugar                     | Medalla           | Prueba           |
| ------------------ | ------------------------- | ----------------- | ---------------- |
| 1980               | Moscú (URSS)              | Medalla de oro    | Cuatro scull     |
| Campeonato Mundial |                           |                   |                  |
| Año                | Lugar                     | Medalla           | Prueba           |
| 1975               | Nottingham (Reino Unido)  | Medalla de bronce | Scull individual |
| 1977               | Ámsterdam (Países Bajos)  | Medalla de oro    | Cuatro scull     |
| 1978               | Cambridge (Nueva Zelanda) | Medalla de oro    | Cuatro scull     |
| 1979               | Bled (Yugoslavia)         | Medalla de bronce | Doble scull      |
| 1981               | Múnich (RFA)              | Medalla de oro    | Cuatro scull     |
| 1982               | Lucerna (Suiza)           | Medalla de oro    | Cuatro scull     |
| 1983               | Duisburgo (RFA)           | Medalla de plata  | Cuatro scull     |